# Космос-153
Космос-153 (Зенит-2 № 46) — советский разведывательный спутник первого поколения, нёсший на борту аппаратуру для оптической фотосъёмки низкого разрешения. Был запущен 4 апреля 1967 года с космодрома «Плесецк».

## Запуск
Запуск «Космоса-153» состоялся в 13:55 по Гринвичу 4 апреля 1967 года. Для вывода спутника на орбиту использовалась ракета-носитель «Восток-2». Старт был осуществлён с космодрома «Плесецк». После успешного вывода на орбиту спутник получил обозначение «Космос-153», международное обозначение 1967-030A и номер по каталогу спутников 02740.
«Космос-153» эксплуатировался на низкой околоземной орбите. По состоянию на 04 апреля 1967 года он имел перигей 199 километров, апогей 279 километров и наклон 89,3° с периодом обращения 64,6 минуты.
После вывода на орбиту вышла из строя фотокамера СА-20 на борту спутника, в результате чего он не мог использоваться по назначению и досрочно был возвращен на Землю. 4 апреля (в день запуска) его возвращаемый отсек приземлился на парашюте и был подобран советскими военными.

## Космический аппарат
«Космос-153» соответствовал типу «Зенит-2» и был построен в ОКБ-1 С. П. Королёва (РКК «Энергия») на базе конструкции пилотируемого космического корабля «Восток». Аппарат состоит из сферического возвращаемого отсека диаметром 2,3 метра и массой 2400 кг. Внутри отсека устанавливалась вся специальная аппаратура. Оптические оси смонтированных фотокамер были перпендикулярны продольной оси аппарата. Съёмка осуществлялась через иллюминаторы, расположенные в крышке одного из двух технологических люков большого диаметра. Основной задачей «Космос-153» являлась фоторазведка. Общая масса космического аппарата составляла примерно 4730 кг.